# Museo virtuale della scuola medica salernitana
Il Museo Virtuale della Scuola Medica Salernitana si trova nella Via dei Mercanti 74, l'antica arteria commerciale del centro storico di Salerno, poco distante dal Duomo. Inaugurato nel 2009, va a sostituire il vecchio Museo Didattico della Scuola Medica Salernitana con un restauro completo non solo della struttura, ma dell'intera organizzazione museale.
Dal dicembre 2014 il Ministero per i beni e le attività culturali lo gestisce tramite il Polo museale della Campania, nel dicembre 2019 divenuto Direzione regionale Musei.

## Il Museo
Il museo è alloggiato all'interno dell'ex Chiesa di San Gregorio, costruita nel periodo longobardo di Salerno intorno all'anno mille. Il Museo Virtuale di Salerno, gestito dal 2012 dalla Cooperativa Galahad, nell'accoglienza e nel calendario d'eventi, si basa su un'organizzazione molto moderna: filmati e riproduzioni 3D, interpretati da attori professionisti, ripercorrono le tecniche e le conoscenza della Scuola Medica Salernitana, specialmente nei suoi secoli di gloria (X - XIII secolo).
Vi si trovano, esposte in pannelli luminosi, le riproduzioni dei preziosi codici manoscritti e miniati di produzione medioevale della Scuola Medica Salernitana.
La sezione più ricercata dai turisti è quella dove si espone il famoso Regimen Sanitatis Salernitanum, l'opera a cui è maggiormente legata la fama mondiale della Scuola Medica.
Il pavimento della sala principale è realizzato in vetro, così da lasciare a vista l'antica struttura preesistente. Osservando con attenzione si vedranno una serie di strumenti chirurgici, originali e ricostruiti, dei primi medici della storia. Interessanti, infine, i pannelli dedicati a Trotula de Ruggiero, la prima donna medico della storia e che propone ai visitatori un'attenta analisi sul ruolo della donna nel Medioevo.